# 2 grosze wzór 1923
2 grosze wzór 1923 – moneta dwugroszowa, bita w mosiądzu i brązie, wprowadzona do obiegu 1 lipca 1924 r. (Dz.U. z 1924 r. nr 34, poz. 351), wycofana w dniu reformy walutowej 30 października 1950 r.
W niektórych opracowaniach z początku XXI w. jako data wprowadzenia dwugroszówki do obiegu podawany był 13 grudnia 1924 r, a w innych tego samego autora – 31 maja 1924 r., czyli dzień wejścia w życie rozporządzenia o ustaleniu wzorów monet (Dz.U. z 1924 r. nr 45, poz. 476).
Ostatnią datą roczną z jaką była bita to 1939.

## Awers
W centralnym punkcie umieszczono godło – stylizowanego orła w koronie, powyżej rok, dookoła napis „RZECZPOSPOLITA POLSKA” oraz inicjały WJ projektanta. Na monetach z 1923 nie ma znaku mennicy, na późniejszych umieszczono go pod łapą orła.

## Rewers
Na tej stronie monety znajdują się cyfra „2" z ozdobnikami z lewej i prawej strony oraz napis „GROSZE”.

## Nakład
Monetę bito z datą roczną 1923 w mosiądzu, a w pozostałych przypadkach w brązie, na krążku o średnicy 17,6 mm, masie 2 gramów, z rantem gładkim, w mennicy w Warszawie, według projektu Wojciecha Jastrzębowskiego. Nakłady monety w poszczególnych latach przedstawiały się następująco:
| Lp. | Rocznik | Metal   | Znak mennicy   | Nakład (sztuk)  | Zdjęcie | Uwagi |
| --- | ------- | ------- | -------------- | --------------- | ------- | --- |
| 1   | 1923    | mosiądz | brak           | 20 429 0001     |         | istnieją dwie odmiany stempla rewersu – cechy dystynktywne to odległość liter G i R, kąty litery E                                   |
| 2   | 1925    | brąz    | herb Kościesza | 39 014 5952     |         | istnieją cztery odmiany stempla rewersu – cechy dystynktywne to łączenie się bądź nie liter G i R, litery Z i E dotykają się lub nie |
| 3   | 1927    | brąz    | herb Kościesza | 15 356 0003     |         | istnieją trzy odmiany stempla rewersu – cechy dystynktywne to łączenie się bądź nie liter G i R, kąty litery E                       |
| 4   | 1928    | brąz    | herb Kościesza | 26 876 7474     |         | |
| 5   | 1930    | brąz    | herb Kościesza | 20 010 0005     |         | |
| 6   | 1931    | brąz    | herb Kościesza | 9 500 000       |         | |
| 7   | 1932    | brąz    | herb Kościesza | 6 486 0006      |         | |
| 8   | 1933    | brąz    | herb Kościesza | 7 000 000       |         | |
| 9   | 1934    | brąz    | herb Kościesza | 9 350 000       |         | |
| 10  | 1935    | brąz    | herb Kościesza | 5 800 000       |         | |
| 11  | 1936    | brąz    | herb Kościesza | 12 800 0007     |         | |
| 12  | 1937    | brąz    | herb Kościesza | 17 365 0008     |         | |
| 13  | 1938    | brąz    | herb Kościesza | 20 535 0009     |         | |
| 14  | 1939    | brąz    | herb Kościesza | ok.12 000 00010 |         | |

gdzie:
1 – nakład wg sprawozdania mennicy wybity w roku 1924; w katalogach popularnych podawany jest nakład 20 500 000 sztuk

2 – z czego wg sprawozdania mennicy w roku 1925 wybito 26 558 275, a w 1926 – 12 456 320 sztuk; w katalogach popularnych podawany jest całkowity nakład 39 000 000 sztuk

3 – nakład wg sprawozdania mennicy; w katalogach popularnych podawany jest nakład 15 300 000 sztuk

4 – z czego wg sprawozdania mennicy w roku 1928 wybito 13 410 000, a w 1929 – 13 466 747 sztuk; w katalogach popularnych dla tego rocznika podawany jest jedynie nakład 13 400 000 sztuk, czyli nie uwzględniono 2-groszówek z datą 1928 wybitych w 1929 roku

5 – nakład wg sprawozdania mennicy; w katalogach popularnych podawany jest nakład 20 000 000 sztuk

6 – nakład wg sprawozdania mennicy; w katalogach popularnych podawany jest nakład 6 500 000 sztuk

7 – nakład wg sprawozdania mennicy; w katalogach popularnych podawany jest nakład 5 800 000 sztuk – błędna liczba publikowana w popularnych katalogach (Kamiński, Parchimowicz, Fischer)  pojawiła się najprawdopodobniej w wyniku błędu drukarskiego w latach 60. albo 70. XX w. i jest powielana w corocznych zestawieniach cennikowych wydawanych w pierwszej połowie XXI w.

8 – nakład wg sprawozdania mennicy; w katalogach popularnych podawany jest nakład 17 360 000 sztuk

9 – nakład wg sprawozdania mennicy; w katalogach popularnych podawany jest nakład 20 530 000 sztuk

10 – wielkość emisji z datą roczną 1939 jest niepewna

## Opis
Z formalnego punktu widzenia moneta nigdy nie została wycofana z obiegu żadnym aktem prawnym w okresie Generalnego Gubernatorstwa. Dekret PKWN z 24 sierpnia 1944 r. pozostawiał monety groszowe w obiegu aż do reformy walutowej z 30 października 1950 r. Po tej dacie dopuszczone zostały do obiegu wyłącznie monety emitowane przez Narodowy Bank Polski.
Emisję pierwszych dwugroszówek – tych z datą roczną 1923 – rozpoczęto w sierpniu 1924 r. na nowych automatach menniczych zainstalowanych w budynkach Mennicy Państwowej w poprzednim miesiącu. Na samym początku wykorzystywano mosiężne krążki zakupione jeszcze w 1922 r., przeznaczone na niedoszłą emisję bilonu w markach polskich.
Pod koniec lipca 1924 r. w obiegu pojawiły się pierwsze monety dwugroszowe. W początkowym okresie w obrocie pieniężnym dawało się zauważyć braki tego nominału. Z informacji prasowych z lat 20. XX w. wynikało, że dwugroszówki wzór 1923 masowo wywożono do:
- Niemiec (średnica dwugroszówek była tylko o 0,1 mm większa od średnicy jednofenigówek) oraz
- Rosji Sowieckiej.

Z końcem 1924 r. zabrakło krążków mosiężnych. Po zamówieniu, a następnie dostarczeniu przez firmy zewnętrzne odpowiedników wykonanych z brązu, spełniających wymagania określone w rozporządzeniu ministra skarbu, jeszcze w roku 1924 wybito pierwsze dwugroszówki z datą roczną 1925.
Do czasu uruchomienia w Mennicy Państwowej odlewni i walcowni, krążki z brązu do emisji 2- oraz 1-groszówek zamawiano w warszawskich firmach:
- „Norblin Bracia Buch i T. Werner”
- „Józef Fraget”

W drugiej połowie lat 30. XX w. duże emisje dwugroszówek, podobnie jak 1- oraz 5-groszówek, wiązały się z chłonnością rynku na monety zdawkowe w tym okresie – prawie zupełnie nie wracały one do kas państwowych.
Pomimo faktu, że moneta, wybita głównie w brązie, była dopuszczona do obrotu na terenie Generalnego Gubernatorstwa i podobnie jak 1-, 5-, 10- oraz  20-groszówki II Rzeczypospolitej znikała z obiegu ze względu na wartość metalu z jakiego została wykonana, dwugroszówka, inaczej niż pozostałe wymienione nominały, nie doczekała się emisji uzupełniającej w cynku. Znane są jedynie egzemplarze próbne w tym metalu z datą roczną 1939.

## Wersje próbne
Istnieją próbne wersje tej monety bez napisu PRÓBA z lat:
- 1923 (brąz)
- 1923 (złoto)
- 1925 (mosiądz)
- 1927 (nikiel)
- 1927 (srebro).

Niektóre katalogi informują również o istnieniu monety próbnej w cynku z 1939 roku z wklęsłym napisem PRÓBA.
Dla roczników 1930, 1931, 1932 istnieją monety wybite stemplem lustrzanym.
W 1926 r. (na awersie 1925) wybito, w liczbie 600 egzemplarzy, monetę w brązie, z naniesioną na rewersie datą 27 X 26, upamiętniającą wizytę prezydenta Ignacego Mościckiego w Mennicy Państwowej w Warszawie.
Istnieją wersje próbne konkurencyjnego projektu monety dwugroszowej (w brązie, srebrze i złocie) z awersem i rewersem o identycznym rysunku. Na obydwu stronach tej monety umieszczono cyfrę „2" z napisem „GROSZE” oraz datę roczną „1923". W przypadku odbitki w brązie wymieniana jest również jej wersja jednostronna.